# Gösser Open
Die Gösser Open sind ein jährliches Golfturnier auf der Alps Tour, die im Golfclub Erzherzog Johann in Maria Lankowitz gespielt werden.

## Sieger der Gösser Open
| Jahr                                    | Golfclub            | Sieger                | Score       | Score       | Info                 |
| Gösser Open                             | Gösser Open         | Gösser Open           | Gösser Open | Gösser Open | Gösser Open          |
| --------------------------------------- | ------------------- | --------------------- | ----------- | ----------- | -------------------- |
| 1993                                    | GC Erzherzog Johann | Fritz Poppmeier       |             |             |                      |
| 1994                                    | GC Erzherzog Johann | Markus Brier          |             |             |                      |
| 1995                                    | GC Erzherzog Johann | Markus Brier          |             |             |                      |
| 1996                                    | GC Erzherzog Johann | Rudi Sailer           |             |             |                      |
| 1997                                    | GC Erzherzog Johann | Claude Grenier        |             |             |                      |
| 1998                                    | GC Erzherzog Johann | Gordon Manson         |             |             |                      |
| 1999                                    | GC Erzherzog Johann | Gordon Manson         |             |             |                      |
| 2000                                    | GC Erzherzog Johann | Niki Zitny            |             |             |                      |
| 2001                                    | GC Erzherzog Johann | Gordon Manson         |             |             |                      |
| 2002                                    | GC Erzherzog Johann | Marco Soffietti       |             |             |                      |
| 2003                                    | GC Erzherzog Johann | Gordon Manson         |             |             |                      |
| 2004                                    | GC Erzherzog Johann | Alessio Bruschi       |             |             |                      |
| 2005                                    | GC Erzherzog Johann | Thomas Feyrsinger     |             |             |                      |
| 2006                                    | GC Erzherzog Johann | Jürgen Maurer         |             |             |                      |
| 2007                                    | GC Erzherzog Johann | Thomas Fournier       | 203         | −13         | Offizielles Ergebnis |
| 2008                                    | GC Erzherzog Johann | Martin Wiegele po     | 204         | −12         | Offizielles Ergebnis |
| 2009                                    | GC Erzherzog Johann | Claudio Blaesi        | 205         | −11         | Offizielles Ergebnis |
| 2010                                    | GC Erzherzog Johann | Juan Antonio Bragulat | 199         | −17         | Offizielles Ergebnis |
| Gösser Open presented by Martin Wiegele |                     |                       |             |             |                      |
| 2011                                    | GC Erzherzog Johann | Scott Henry           | 199         | −17         | Offizielles Ergebnis |
| 2012                                    | GC Erzherzog Johann | Brendan McCarroll     | 202         | −14         | Offizielles Ergebnis |
| 2013                                    | GC Erzherzog Johann | Brendan McCarroll     | 202         | −14         | Offizielles Ergebnis |
| 2014                                    | GC Erzherzog Johann | Thomas Elissalde      | 200         | −16         | Offizielles Ergebnis |
| 2015                                    | GC Erzherzog Johann | Harry Casey           | 204         | −12         |                      |
| 2016                                    | GC Erzherzog Johann | Matt Wallace          | 196         | −20         |                      |